# Klosstjärnen (Los socken, Hälsingland)
Klosstjärnen är en sjö i Ljusdals kommun i Hälsingland och ingår i Ljusnans huvudavrinningsområde.